# Economia provinciei Kosovo
Kosovo (o țară parțial recunoscută) este una dintre cele mai sărace state din Europa, având un venit pe cap de locuitor estimat la 1500 euro în (2006). În ciuda subvențiilor dezvoltate substanțial Kosovo a fost cea mai săraca provincie din fosta Iugoslavie. Pe parcursul anilor 1990, politicile economice sărace, sancțiunile internaționale, acces slab de comerț exterior și de finanțare, și conflicte etnice grave au deteriorat și mai mult economia slab dezvoltată.
Economia Republicii Kosovo rămâne slabă. După o creștere în 2000 și 2001, creșterea PIB a fost negativ, în anii 2002 și 2003 și este de așteptat să fie în jur de 3 la sută 2004-2005, cu surse interne de creștere economică în imposibilitatea de a compensa scăderea de asistență externă. Inflația este scăzută, în timp ce a postat un deficit bugetar pentru prima dată în 2004. Kosovo a ridicat nivelul deficitelor externe. În 2004, deficitul balanței de bunuri și servicii a fost de aproape de 70% din PIB. Remitențele de la persoane care trăiesc în străinătate reprezintă o valoare estimată de 13% din PIB, și pentru asistență externă în jur de 34% din PIB.
Cea mai mare dezvoltare economică începând cu anul 1999 a avut loc în comerțul amănunțit și în construcții. Sectorul privat, care a apărut începând cu anul 1999 este, în principal la scară mică. Sectorul industrial rămâne slab și alimentarea cu energie electrică rămâne nedemn de încredere, care acționează ca o cheie de constrângere. Șomajul rămâne omniprezent, la aproximativ 40-50% din forța de muncă.
UNMIK a introdus un regim pentru comerțul exterior și pentru administrațiile vamale pe 3 septembrie 1999, când aceasta a impus controlări la frontierele vamale în Kosovo. Toate mărfurile importate în Kosovo se confruntă cu o taxă de 10% din taxele vamale. Aceste impozite sunt strânse de la toate punctele de colectare a taxelor instalate la frontierele din Kosovo, inclusiv la frontiera dintre Kosovo și Serbia. UNMIK și a instituțiile din Kosovo au semnat Acorduri de Comercializare Liberă cu Croația, Bosnia și Herțegovina, Albania, și Republica Macedonia.
Republica Macedonia, este cea mai mare piață de export și de import pentru Kosovo (în medie de 220 milioane euro și, respectiv, 9 milioane de euro), urmată de Serbia (111 de milioane €, și 5 milioane), Germania și Turcia. 
Moneda euro este principala monedă din Kosovo și utilizată de către UNMIK și organismele guvernamentale. Inițial, Kosovo, adoptatase de marca germană, în 1999 cu scopul de a înlocui dinarul sârbesc, și, în consecință, au trecut la moneda euro când marca germană a fost înlocuită de către aceasta. Deși, dinarul sârbesc este încă folosit în părțile populate de sârbi. Economia a fost grav slăbită de statut internațional încă nerezolvat al provinciei Kosovo, care a făcut-o dificil de a atrage investiții. Economia slabă a provinciei a produs o creștere economică la negru în care contrabanda cu benzină, țigări și ciment sunt mărfuri majore. Prevalența oficială a corupției și influența omniprezentă a crimelor organizate de bandele de criminali, a provocat o îngrijorare la nivel internațional. Organizația Națiunilor Unite a făcut în domeniul luptei împotriva corupției și a crimei organizate o prioritate, asigurând o abordare de "toleranță zero".

Producătorul de mașini Porsche a deschis o sucursală în Kosovo. În afară de automobile Porsche, alte mărci, cum ar fi Volkswagen, Audi si Seat vor fi vândute în Kosovo de către aceiași distribuitori, ca urmare a recunoașterii de către Austria.